# Lebia pectita
Lebia pectita är en skalbaggsart som beskrevs av Horn. Lebia pectita ingår i släktet Lebia och familjen jordlöpare. Inga underarter finns listade i Catalogue of Life.